# Château de Verrazzano

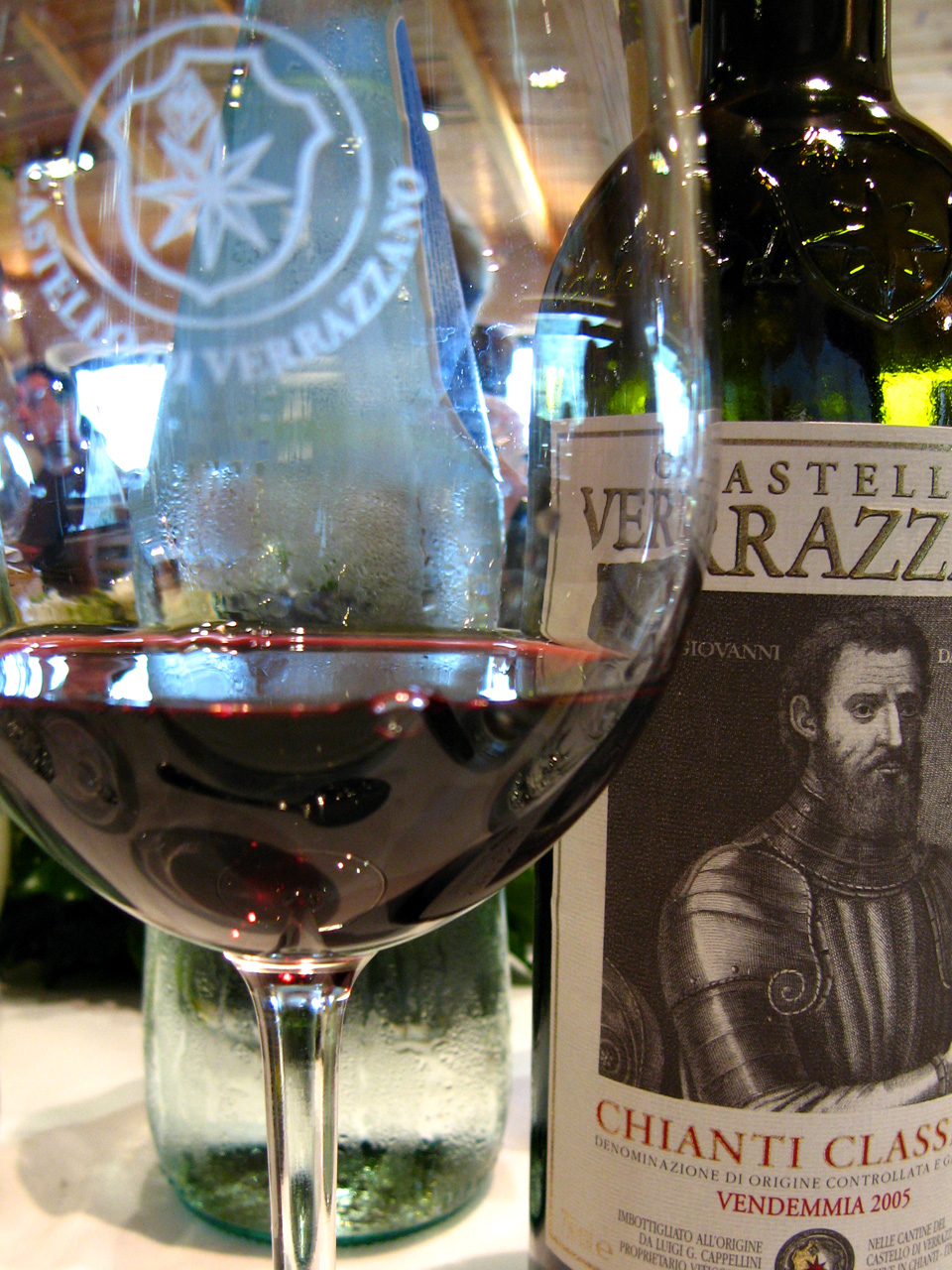
Le vin produit à Castello Verrazzano

Le château de  Verrazzano est situé sur la commune de Greve in Chianti en Toscane, à 348 mètres d'altitude.

## Historique
Sur l'emplacement d'un bastion (protégeant des vignobles et des plantations d'oliviers et noté comme tel le 12 mars 1170 sur un manuscrit de la bibliothèque monacale de la Badia a Passignano) dont il ne reste qu'une tour du Duecento, le château actuel fut construit entre la fin du XVe et le début du XVIe siècle.
Il était la propriété de la famille guelfe florentine Da Verrazzano qui perdit deux de ses fils en 1260 à la bataille de Montaperti, et que dut quitter Ser Chiaro da Verrazzano pour l'exil à Rome. Il revint à la restauration du parti guelfe et ses possessions lui furent restituées.
C'est dans ce château que serait né selon la tradition, en 1485, Jean de Verrazane, l'illustre navigateur et découvreur de l'emplacement de la baie de New York et dont un des ponts porte le nom.
Transformé ensuite en casa di signore (demeure seigneuriale), il est devenu au Seicento une  villa toscane, avec fattoria et jardin à l'italienne. Après l'extinction de la famille en 1819, il est devenu un centre de production agricole et du vin régional, le Chianti, dont les bâtiments ont été restaurés par le Cavalier Luigi Cappellini et le soutien de la Soprintendenza ai Monumenti di Firenze.

## Économie
Depuis de nombreuses années, le Castello Verrazzano est réputé aussi pour sa production d'huile d'olive et de Chianti Classico (it).

### Sources et bibliographie
- (it) Cet article est partiellement ou en totalité issu de l’article de Wikipédia en italien intitulé « Castello di Verrazzano » (voir la liste des auteurs).
- (it) Giovanni Righi Parenti, Guida al Chianti, Milano, SugarCo Edizioni s.r.l., novembre 1977